# Новозолотовка
Новозолотовка — хутор в Неклиновском районе Ростовской области.
Входит в состав Новобессергеневского сельского поселения.

## Население
| 2010 |
| ---- |
| 627  |

## Улицы
- ул. Кирова,
- ул. Новостройки,
- ул. Транспортная,
- ул. Чернышевского,
- ул. Чкалова.